# Yo soy aquel
«Yo soy aquel» es una canción compuesta por Manuel Alejandro e interpretada por el cantante español Raphael, con la que representó a RTVE en el Festival de la Canción de Eurovisión 1966.

## La canción en el Festival
La canción alcanzó la séptima posición, empatada con Yugoslavia, entre 18 participantes, habiendo recibido nueve puntos (5 de Portugal, 3 del Reino Unido y 1 de Yugoslavia).

## Versiones
- El propio Raphael editó una versión en francés en 1966, titulada Dis moi lequel.
- También en 1966 el cantante venezolano Cherry Navarro grabó esta pieza, la cual se incluyó en el Álbum El Mismo Cherry.[1]
- El cantante mexicano, Leopoldo (Polo) Sánchez Labastida (El último beso) la incluyó en su disco Brasilia de 1967, alcanzando buena aceptación.
- En 1967 la cantante mexicana Imelda Miller versionó este tema, con el título de Tú eres aquél, en su LP Presentando a Imelda Miller.
- En 1993 el actor Paco Valladares interpretó su propia versión de este tema en el programa Telepasión española, emitido por La 1 de TVE el 24 de diciembre de ese año.
- En 1994 el cantante puertorriqueño Chayanne versionó este tema, el cual aparece en su álbum Influencias.
- En 1999 esta pieza también fue versionada por el español El chaval de la peca.
- En 2006 el cantante y compositor argentino David Bolzoni hizo su propia versión de esta canción, el cual fue utilizado como tema principal de la muy exitosa telenovela argentina Montecristo. Es de hacer notar que, como nota curiosa, la misma también fue utilizada como tema central de las posteriores versiones mexicana, chilena y colombiana de esta telenovela.
- En 2007 un entonces niño Abraham Mateo hizo su propia versión en el programa Menuda noche, emitido por Canal Sur.
- En 2008 fue interpretada por David Bustamante en la gala de TVE Europasión.[2]
- En 2008 el cantante dominicano Fernando Villalona grabó la canción en versión merengue.
- El tema fue interpretado por el actor y cantante Edu Soto en la imitación que realizó para el Talent show Tu cara me suena de Antena 3 emitido el 27 de noviembre de 2015.
- El 24 de diciembre de 2015 Albert Barniol, Martín Barreiro y Mònica López interpretaron su propia versión de este tema en el programa Telepasión española, emitido por La 1 de TVE.
- En 2019 fue versionada sucesivamente por Gerónimo Rauch y por Melody, en el programa de La 1 de TVE La mejor canción jamás cantada, además de que esta pieza fue elegida por votación popular como la mejor canción española de la década de 1960.[3]